# Челюсти 3D
«Челюсти в 3D» (англ.  Shark Night 3D; дословный перевод — «Акулья ночь 3D») — фильм ужасов в формате 3D режиссёра Дэвида Р. Эллиса. Мировая премьера состоялась 2 сентября 2011 года (в России — 1 сентября). Является последним фильмом Эллиса, снятым перед его смертью. Несмотря на название фильма в официальной русскоязычной локализации, он не имеет никакого отношения к франшизе «Челюсти», за исключением акульей тематики.

## Сюжет
В доме рядом с озером Луизианского залива на семерых отдыхающих друзей нападают акулы. По очереди акулы убивают каждого из людей. В процессе выяснения этих нападений выясняется, что здесь замешаны снафф-фильмы с участием акул.

## В ролях
- Сара Пэкстон — Сара Палски
- Дастин Миллиган — Ник ЛаДука
- Крис Кармак — Деннис Крим
- Кэтрин Макфи — Бет
- Крис Зилка — Блейк Хэммонд
- Алисса Диас — Майя
- Джоэл Дэвид Мур — Гордон
- Синква Уоллс — Малик
- Донал Лог — шериф Сабин
- Джошуа Леонард — Рэд

## Производство
Съёмки проходили осенью 2010 года в Луизиане на озере Каддо.

## Критика
Фильм в основном получил негативные отзывы критиков. На Rotten Tomatoes рейтинг фильма только 14 %, а средний рейтинг 3,3/10.